# ニンギョウがニンギョウ
『ニンギョウがニンギョウ』は、西尾維新による小説。『メフィスト』（講談社）2004年9月号、2005年1月号・5月号に掲載され、書き下ろしを加えて単行本が講談社ノベルス（講談社）より刊行された。「私」と23人の妹と、1人の姉の物語。講談社ノベルス史上初の箱入り仕様で発売された。
西尾の作品の中でも一際異彩を放つ作品で、抽象的なセンテンスを淡々と綴っている。本人曰く「わかりやすさ」を追求する方向にあった「戯言シリーズ」に対し、「わかりにくさ」を追求した作品。

## あらすじ

### ニンギョウのタマシイ
4度目の死を迎えた十七番目の妹のため、「私」は映画を見に行くことにした。映画館へ行く途中、「私」は熊の少女と出会う。彼女は携帯電話を持たない「私」のために携帯電話を持ってきてくれたのだった。電話の相手は十七番目の妹だった。妹の謝罪を聴いた「私」は再び映画館への道を歩き始める。その途中で今度は山小屋を見つけ、そこでまだ見ぬ二十一番目・二十二番目・二十三番目の妹のうち、二十一番目と二十三番目の妹が数分前まで暮らしていたことを知る。入れ違いとなってしまったことに落胆する「私」だったが、2人の健在を確認できたことをよしとし、映画館へ向かう。
映画館でチケットを買うと同時に荒縄も渡された。何に使うのかと戸惑う「私」だったが、再会した熊の少女に天井から足首を釣り逆さまに映画を鑑賞するためのものだと教えられる。映画を鑑賞し終えた「私」は熊の少女と再会の約束をし、映画館を後にした。

### タマシイの住むコドモ
映画鑑賞から1週間後、「私」の右足が腐敗を始めた。腕の立つ人体交換屋を知っているという五番目の妹に連れられ、「私」は人体交換屋が住む■■わま■■さ■へ向かった。到着後も奥へと進んでいくと、構造上1人でしか入れない倉庫のような建物に辿り着き、「私」は五番目の妹を残し1人で進んでいく。
廊下を抜けると、待合室のような場所で熊の少女が茶を飲んでいた。このような辺鄙な場所に何をしにきたのかと尋ねる熊の少女に、「私」は右足の修理に来たことを話す。驚く熊の少女は自分の右足も腐るのではないかと危惧するが、「私」の見立てでは問題ないようだった。
古い図書室の奥まった空間へ通された「私」は人体交換屋に右足を診察され、右足が妊娠していることを告げられる。出産か中絶か選択肢はあるが、今すぐ決断しなくてもよいと人体交換屋は言う。「私」は図書室を出、まだ茶を飲んでいた熊の少女に事情を説明する。二十三人もの妹がいる「私」はこれ以上家族を増やすわけにはいかず、かといって産まれようとしている命を無碍にもできなかった。熊の少女は「私」に子を産むよう勧め、自分が育てると言う。
人体交換屋の仕事は迅速で、気が付くと右足は元に戻っていた。熊の少女は子を抱きかかえ去っていった。いつか熊の少女に報いねばならないと考えつつ五番目の妹とともに帰ろうとすると、「私」は道中痛みを訴えていた右目が腐り落ちていたことに気付いた。

### コドモは悪くないククロサ
5年ぶりに「私」が目覚めると、十一番目の妹が来客があることを告げる。「私」は十四番目の妹が作っていた「私」の脳髄のスープを食した後玄関口へ向かい、扉を開けると熊の少女が待っていた。どうしたのかと「私」が尋ねると熊の少女は「一緒に来てほしい」と言い、無人駅へ「私」を引っ張っていった。やってきた電車ではない何かに乗って出立すると、ようやく熊の少女は言葉学園商店街なる場所へ買い物に行くことを告げた。
言葉学園商店街を歩いていると、熊の少女は喪失感を買いに来たと説明する。店に着くと本棚に脳髄が並べられていた。そこで「私」は朝食の脳髄のスープが自身の喪失感ではないかということに思い至る。購入するまでもなく、「私」はすでに喪失感を得ていたのだった。
熊の少女は自身の3倍はあろうかという量の脳髄を購入していた。「私」が自分は何のために連れてこられたのかと聞くと、熊の少女は荷物持ちだと答えた。

### ククロサに足りないニンギョウ
「私」はたまたま目にした新聞により、熊の少女が生息する山が炎上したことを知る。熊の少女の生存は絶望的と思われ、その瞬間「私」は熊の少女が二十四番目の妹であると直感する。この事実を一番目の妹に知らせるべく、「私」は行動を開始する。
ピアノの音を聴いた「私」はそのピアノの黒鍵の1つが一番目の妹に会うための鍵であることに気付く。鍵穴を探していると、自分の右眼窩と鍵の形が一致していることに気付き、鍵を眼窩に差し込んだ。すると世界が左右に開き、一番目の妹がそこにいた。「私」は二十四番目の妹を見つけたかもしれないと一番目の妹に告げる。しかし二十四番目の妹は「自分には違うように思える」と言い、その娘次第だと答える。
「私」は一番目の妹に別れを告げ映画館を探した。きっとそこに熊の少女がいると考えた。映画館に到着しホールに入ると、熊の少女が1人で座っていた。「私」は熊の少女に自身の妹ではないかと問いかける。彼女はそれを否定し、自身が「私」の姉であることを告げるのだった。

## 特徴
- 不条理と矛盾に満ちた文体で物語が進むが、各話とも最後にオチがある。
- ４話のオチは、「映画館に出かける必要はなかった」「問題が解決して安心したら別の問題が起きた」「私が買い物に同行させられたわけはとんでもない理由だった」「妹だと思っていた少女に思いきり否定され、衝撃の正体を知らされる」である。

## 書籍
- 2005年9月6日 ISBN 4-06-182453-8
  - ニンギョウのタマシイ（小説現代臨時増刊号『メフィスト』、2004年9月号）
  - タマシイの住むコドモ（小説現代臨時増刊号『メフィスト』、2005年1月号）
  - コドモは悪くないククロサ（小説現代臨時増刊号『メフィスト』、2005年5月号）
  - ククロサに足りないニンギョウ（書き下ろし）